# Ogród zoologiczny w Erywaniu
Ogród zoologiczny w Erywaniu (orm.: Երևանի կենդաբանական այգի) – ogród zoologiczny o powierzchni 40 hektarów założony w 1940 w Erywaniu w Armenii.

## Zwierzęta
Obecnie ogród jest domem dla ponad 3000 zwierząt reprezentujących około 300 gatunków. Gatunki zamieszkałe w ogrodzie obejmują niedźwiedzie brunatne, kozy, żmije, muflony ormiańskie, jelenie szlachetne i sępy czarne. Inne gatunki to lwy afrykańskie (w tym biały lew), tygrysy (podgatunki bengalskie i syberyjskie), jaguary, lamparty, zebry, alpaki, lamy, konie, hipopotamy, kangury, mandryle, hieny cętkowane, wilki kanadyjskie, niedźwiedzie himalajskie, owce berberyjskie, wielbłądy dwugarbne, ryś kaukaski i słoń indyjski.

## Plany rozbudowy
W kwietniu 2011 przedsiębiorstwo FPWC przejęło kontrolę nad ogrodem zoologicznym, aby pomóc zmienić to, co samo zoo określa jako „warunki nie do zniesienia”. Ogród będzie współpracować m.in. z przedsiębiorstwem Artis Zoo w celu unowocześnienia i renowacji placówki do nowoczesnych standardów. Plany przewidywały powiększenie ogrodu do około 40 hektarów, a budowa pierwszego etapu została zakończona w maju 2015. Drugi etap został zakończony w 2017.